# Västra Tunhems landskommun
Västra Tunhems landskommun var en tidigare kommun i dåvarande Älvsborgs län.

## Administrativ historik
Kommunen bildades som landskommunen Tunhem i Tunhems socken i Väne härad i Västergötland när 1862 års kommunalförordningar trädde i kraft.  Den 1 januari 1886 (enligt beslut den 17 april 1885) ändrades kommunens namn till Västra Tunhem i särskiljande syfte.
1916 utbröts området Stallbacka till Trollhättans stad
Den ombildades vid kommunreformen 1952 till storkommun genom sammanläggning med grannkommunen Vänersnäs.
Den 1 januari 1953 överfördes området Kiljamosse, omfattande en areal av 0,32 km² (varav allt land) och 2 invånare, från Västra Tunhems landskommun och Vänersnäs församling till Karaby församling och Tuns landskommun i Skaraborgs län.
År 1974 upphörde den och införlivades med Vänersborgs kommun.
Kommunkoden 1952-1973 var 1514.

### Kyrklig tillhörighet
I kyrkligt hänseende tillhörde kommunen Västra Tunhems församling. Den 1 januari 1952 tillkom Vänersnäs församling.

## Geografi
Västra Tunhems landskommun omfattade den 1 januari 1952 en areal av 128,84 km², varav 125,52 km² land.

### Tätorter i kommunen 1960
I Västra Tunhems landskommun fanns tätorten Vargön, som hade 3 491 invånare den 1 november 1960. Tätortsgraden i kommunen var då 63,5 procent.

## Politik

### Mandatfördelning i valen 1938-1966
|  | 19 | 2 |  | 2 |

| 23 |

| 2 | 18 | 2 |  | 2 |

| 23 |

| 4 | 16 | 2 | 2 |  |

| 23 |

|  | 23 | 3 | 6 | 2 |

| 33 |

| 2 | 21 | 3 | 7 | 2 |

| 32 |

|  | 22 | 3 | 6 | 3 |

| 32 |

|  | 23 | 3 | 6 | 2 |

| 31 |

| 2 | 19 | 5 | 6 | 3 |

| 32 |

| 2 | 19 | 6 | 5 | 3 |

| 28 | 7 |